# باري وود (لاعب كريكت)
باري وود (26 ديسمبر 1942 في المملكة المتحدة - ) (بالإنجليزية: Barry Wood)‏ هو لاعب كريكت بريطاني. لعب مع نادي مقاطعة ديربيشاير للكريكت ‏ ونادي مقاطعة لانكشر للكريكت ‏ ونادي مقاطعة يوركشاير للكريكت ‏.

## وصلات خارجية
- باري وود على موقع إي آس بي آن كريك إنفو (الإنجليزية)